# Twinkie

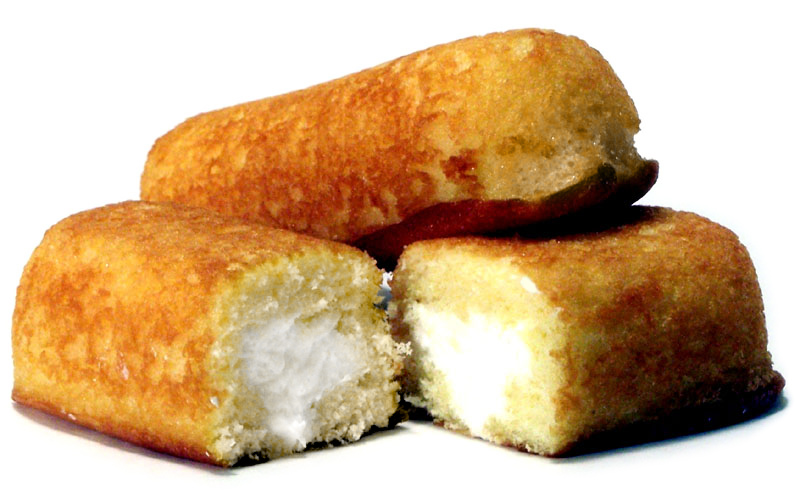
Twinkies

Twinkies sind kleine Kuchen mit Cremefüllung, die von der größten amerikanischen Bäckerei Hostess Brands hergestellt und vermarktet wurden und heute von Saputo Incorporated's Vachon Inc. in Kanada hergestellt werden.

## Geschichte
Twinkies wurden um 1930 in Schiller Park (Cook County, Illinois) von James A. Dewar, einem Bäcker der Continental Bakeries (später Hostess), erfunden. Als Dewar bemerkte, dass viele Maschinen, die cremegefüllte Erdbeerkuchen herstellen, außerhalb der Erdbeer-Saison stillstanden, entwickelte er einen Snack mit Bananenfüllung und nannte ihn Twinkie. Während des Zweiten Weltkriegs wurden Bananen knapp, und die Bäckerei ersetzte die Füllung durch Vanillecreme. Diese Änderung erwies sich als so erfolgreich, dass man auch nach dem Ende der Bananenknappheit bei der Vanillecreme blieb.
Nachdem Anfang 2012 bereits das zweite Mal Insolvenz angemeldet worden war, gab Hostess Brands am 16. November 2012 bekannt, dass die Firma geschlossen werde und die rund 18.500 Angestellten ihre Arbeit verlieren würden. Nach Angaben der Firma waren ein veränderter Geschmack der Verbraucher, hohe Rohstoffkosten und, letzten Endes, ein landesweiter Streik für die Schließung verantwortlich. Durch die Aufgabe des Betriebs wurden keine Twinkies mehr in den USA produziert. Jedoch wurden sie weiterhin in Montreal von der Saputo Incorporated's Vachon Inc. hergestellt, welche die Produktrechte für Kanada besitzt. Nachdem einzelne Teile der Firmengruppe im Zuge der Insolvenz verkauft worden waren, wurde die Produktion von Twinkies und anderen Produkten wieder aufgenommen.

## Varianten
Folgende Varianten wurden bisher produziert:
- Original
- Cherry Slurpee
- Lemonade Stand
- Mixed Berry
- Mint Chocolate
- Moonberry
- Orange Crème Pop
- Strawberry
- Peppermint
- Pumpkin Spice
- Red, White & Blue
- Cotton Candy
- Chocodile (auch bekannt als "Fudge Covered")
- Key Lime Slime (Ghostbusters)
- Banana
- Banana Split
- Chocolate Lovers
- Chocolate (eine Variante aus Ägypten)
- Chocolate Peanut Butter
- Chocolate Cake
- Chocolate Creme

## Trivia
In die Gerichtssprache eingegangen ist der Begriff Twinkie Defense. Er wurde 1979 während des Gerichtsverfahrens gegen Dan White, der im November 1978 in San Francisco den Stadtrat Harvey Milk und den Oberbürgermeister George Moscone ermordet hatte, vom Satiriker Paul Krassner geprägt. Die von Krassner unzutreffend zusammengefasste Argumentation der Verteidigung lautete: White sei wegen des Konsums zuckerhaltiger Nahrung unzurechnungsfähig gewesen.
Im Film Zombieland sucht der Charakter Tallahassee, gespielt von Woody Harrelson, verzweifelt nach Twinkies, die die Apokalypse überlebt haben. Nach langer Suche und zahlreichen (bei Tallahassee weniger beliebten) Snoballs hat er letztendlich Erfolg.